# Museu viquingue de Århus
Museu viking de Århus ou Vikingemuséet, em dinamarquês, é um museu situado na cidade de Århus, na Dinamarca. A sua localização é invulgar, uma vez que se encontra sob as instalações de um banco, no centro da cidade.
Foi construído no local de uma escavação arqueológica que revelou diversas estruturas da era viking, assim como artefactos e esqueletos humanos. Alguns destes achados encontram-se em exposição, assim como algumas cópias de elementos actualmente em exposição no Museu de Moesgård, nos arredores da cidade.
Muitos dos achados encontram-se em exposição no local exacto onde foram encontrados pelos arqueólogos, durante a escavação. O museu apresenta ainda uma descrição e uma amostra vertical das várias camadas de sedimentos que se foram acumulando desde a era viking até à atualidade, ilustrando com clareza como o nível do solo foi variando com o passar do tempo, devido à ausência de recolha de detritos.
Após um período de renovação, durante o qual se manteve encerrado, o museu abriu novamente as portas ao público em 24 de Maio de 2008, durante o mercado viquingue de Århus.
O museu encontra-se aberto no mesmo horário do banco que o alberga, o Nordea Bank, das 10 às 16 horas, às segundas, terças, quartas e sextas, e das 10 às 17:30, às quintas-feiras. Durante os fins-de-semana, o museu encontra-se encerrado. A entrada é grátis.
O museu viquingue é gerido pelo Museu de Moesgård.